# Cilunculus
Cilunculus – rodzaj kikutnic z rodziny Ammotheidae.
Ciało smuklejsze niż u Achelia czy Tanystylum. Chelae szczątkowe. Chelifory osadzone w ukryciu, pod przednim płatem głowowym. Nogogłaszczki zbudowane z dziewięciu lub dziesięciu członów. Wyrostki boczne odnóży rozsunięte od siebie o co najmniej połowę szerokości i opatrzone guzkami grzbietowo-dystalnymi niższymi niż u Paranymphon lub guzków tych brak. Owigery o członie drugim dłuższym niż czwarty.
Do rodzaju tego należą 32 opisane gatunki:
- Cilunculus acanthus Fry et Hedgpeth, 1969
- Cilunculus achelioides Stock, 1991
- Cilunculus alcicornis Stock, 1978
- Cilunculus antillensis Stock, 1955
- Cilunculus armatus (Böhm, 1879)
- Cilunculus ateuchus Bamber, 2004
- Cilunculus australiensis Clark, 1963
- Cilunculus battenae Bamber et Thurston, 1993
- Cilunculus bifidus (Stock, 1968)
- Cilunculus cactoides Fry et Hedgpeth, 1969
- Cilunculus compactus Stock, 1991
- Cilunculus crinitus Stock, 1991
- Cilunculus cymobostrychos Bamber, 2004
- Cilunculus europaeus Stock, 1978
- Cilunculus frontosus Loman, 1908
- Cilunculus galeritus Nakamura et Child, 1991
- Cilunculus gracilis Nakamura et Child, 1991
- Cilunculus haradai Nakamura et Child, 1983
- Cilunculus hirsutus Clark, 1963
- Cilunculus japonicus (Turpaeva, 1990)
- Cilunculus kravcovi Pushkin, 1973
- Cilunculus mergus Bamber, 2004
- Cilunculus misesetosus Turpaeva, 2005
- Cilunculus pedatus Stock, 1991
- Cilunculus perspicax Loman, 1908
- Cilunculus profundus (Hedgpeth, 1949)
- Cilunculus roni Bamber, 2013
- Cilunculus scaurus Stock, 1997
- Cilunculus sekiguchii Nakamura et Child, 1983
- Cilunculus sewelli Calman, 1938
- Cilunculus spinicristus Child, 1987
- Cilunculus tubicinis Child, 1982